# Nag-Hammadi-Schriften

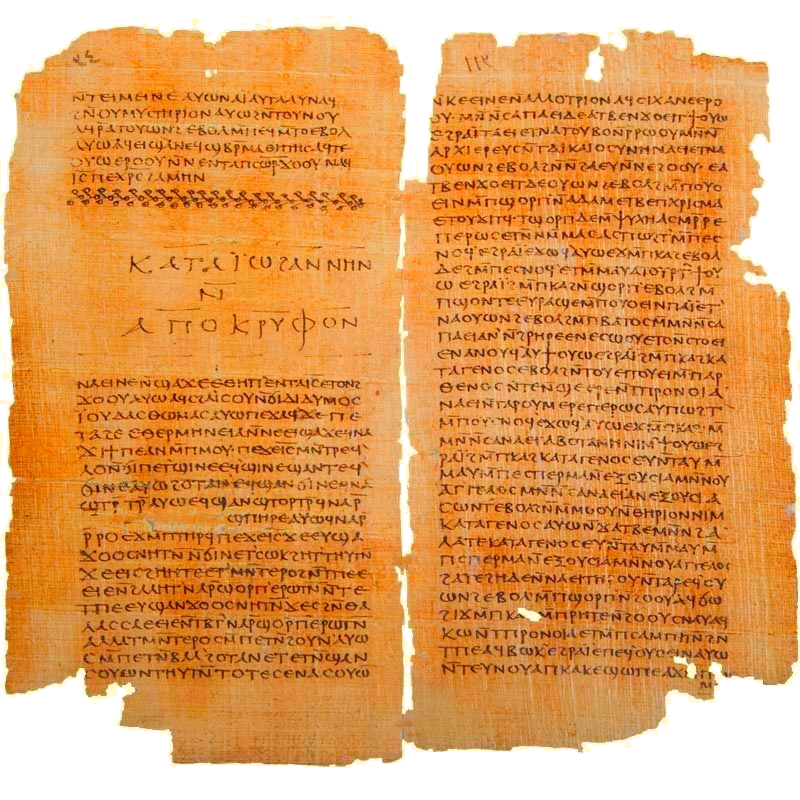
Nag-Hammadi-Kodex II mit Apokryphon des Johannes und dem Thomasevangelium

Die Nag-Hammadi-Schriften (auch als Nag-Hammadi-Bibliothek bekannt) sind eine Sammlung frühchristlicher Texte. Sie wurden im Dezember 1945 in der Nähe des kleinen ägyptischen Ortes Nag Hammadi von ansässigen Bauern gefunden. Die meisten dieser Schriften waren bis dahin gar nicht oder nur fragmentarisch bekannt. Dazu gehört insbesondere das Thomasevangelium.
Sie entstammten vermutlich einem Zeitraum zwischen dem 1. und 4. Jahrhundert. Die meisten dieser Schriften sind vorwiegend aus der Sicht gnostischer Christen geschrieben.

## Umfang und Herkunft
Der Fundort der Schriften befindet sich auf dem rechten Nilufer am Fuße des Gebel-al-Tarif, 10 km nordöstlich der Nilbrücke von Nag Hammadi. Der Fund besteht aus dreizehn in Leder gebundenen Papyrus-Kodizes. Diese enthalten eine Sammlung von 47 unterschiedlichen Texten. Einige Texte sind jedoch mehrfach enthalten, weshalb die Sammlung aus insgesamt 53 einzelnen Texten besteht. Die Manuskripte stammen aus der ersten Hälfte des 4. Jahrhunderts, verfasst wurden die Texte vermutlich vorwiegend im 1. oder 2. Jahrhundert. Als Herkunft der Texte wird überwiegend Ägypten angenommen, bei einigen Texten gibt es aber auch Hinweise auf eine Herkunft aus Syrien. Die Sprache der Texte ist Sahidisch, ein Dialekt des Koptischen, man geht jedoch davon aus, dass es sich um Übersetzungen aus dem Altgriechischen handelt.
Unbekannt ist, wer die Texte gesammelt hat. Möglicherweise handelt es sich um die Bibliothek einer nicht näher zu bestimmenden gnostischen Gemeinschaft. Wahrscheinlicher ist jedoch aufgrund der Nähe eines pachomianischen Klosters und des beim Einband verwendeten Materials, das Briefe und Quittungen der pachomianischen Mönche enthält, dass die Sammlung Teil der Bibliothek dieses Klosters war. Ungeklärt ist in diesem Fall, ob die Sammlung als Informationsquelle zum Kampf gegen gnostische Häretiker zusammengestellt wurde, oder ob die Texte im Zusammenhang mit dem (etwa zeitgleichen) 39. Osterfestbrief des Athanasius als häretisch aus den Klosterschriften ausgesondert wurden.

## Fundgeschichte

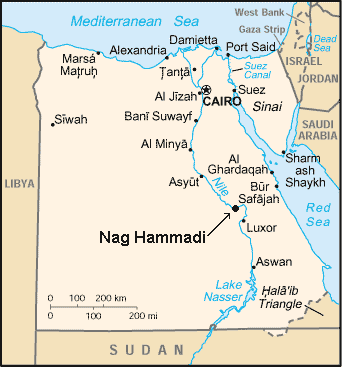
Lage von Nag Hammadi

Im Dezember 1945 gruben ägyptische Bauern am Fuß des Jabal al-Tarif, eines Felshangs etwa 11 km nordöstlich von Nag Hammadi, nach einem natürlichen Dünger, dem sogenannten Sabakh. Einer dieser Bauern war Muhammed Ali, Angehöriger des Samman-Klans, der Jahre später die Geschichte des Fundes erzählte. Unter einem Felsblock, an den sie ihre Kamele gebunden hatten, stießen die Bauern beim Graben auf einen fast einen Meter hohen Krug aus rotem Ton.
Zunächst bestanden Bedenken, den Krug zu öffnen oder zu zerschlagen, da er ja einen Dschinn beherbergen könnte. Dass andererseits auch Gold der Inhalt sein könnte, überwand die Bedenken. Beim Zerschlagen stellte sich aber heraus, dass der Inhalt aus dreizehn in Leder gebundenen Papyrus-Kodizes bestand, deren Wert zunächst nicht erkannt wurde. Einer dieser dreizehn Kodizes ging offenbar verloren (der heute als Kodex XIII gezählte Band war Teil des Kodex VI).
Zunächst sollten sie aufgeteilt werden, schließlich wurden sie von den anderen Bauern aber Muhammed Ali überlassen, der sie nach Hause in das Dorf al-Qasr mitnahm. Dort warf er sie in die Nähe des Ofens, und einige Teile des verdächtigen Schriftguts wurden von Muhammed Alis Mutter Umm Ahmad verheizt (vermutlich der größere Teil des Kodex XII, der Einband des Kodex X und einige heute fehlende lose Blätter und Fragmente).
Da Muhammed Ali wegen der Ermordung seines Vaters in eine Blutfehde verwickelt war und die Polizei sein Haus schon öfter durchsucht hatte, deponierte er die Bücher bei einem koptischen Priester namens Basilius Abd al-Masih. Dessen Schwager Raghib Andrawus erkannte den möglichen Wert und nahm sie nach Kairo mit. Hier zeigte er sie einem koptischen Arzt, George Sobhi, der das Amt für Altertümer verständigte. Nach einigen Verhandlungen und einer Aufwandsentschädigung von 300 £ ging der Fund in den Besitz des ägyptischen Staates über. Am 4. Oktober 1946 wurde er in die Bestände des Koptischen Museums in Kairo aufgenommen.
Teile des Fundes waren aber zuvor schon in den Besitz von Nachbarn Muhammed Alis gelangt, von wo sie den Weg nach Kairo fanden und in die Hände eines zypriotischen Händlers namens Phokion Tano gerieten. Insbesondere ein Band, der heutige Kodex I, wurde von einem belgischen Antiquar namens Albert Eid erworben und außer Landes gebracht. Dieser Kodex wurde am 10. Mai 1952 vom Jung-Institut in Zürich gekauft, weshalb er heute auch als Codex Jung bekannt ist. Nach einigen Verwicklungen und Verzögerungen gelangte auch dieser ins Koptische Museum, ebenso wie die noch in den Händen Tanos verbliebenen Bände, der sie inzwischen an die italienische, in Kairo ansässige, Händlerin Maria Dattari, Tochter von Giovanni Dattar, verkauft hatte.

## Bedeutung und Inhalt
Vor diesen Funden waren nur drei originale gnostische Handschriften bekannt: Codex Brucianus, Codex Askewianus und Codex Berolinensis Gnosticus 8502. Diese Manuskripte waren bis zur Entdeckung der Nag-Hammadi-Schriften die einzigen direkten Quellen zur Gnosis. Ansonsten gab es nur die indirekten Zeugnisse der Kirchenväter. Die Funde von Nag Hammadi enthalten somit die wichtigsten Dokumente für die Erforschung der Gnosis. Die Schriften stammen von verschiedenen Richtungen der Gnosis, so sind Schriften der Valentinianer und der sethianischen Gnosis vertreten. Neben diesen gibt es auch stärker (früh-)kirchlich geprägte Texte, von denen viele dem dritten und frühen vierten Jahrhundert zugeordnet werden. Diese Richtung hat die theologische Spekulation innerhalb der Kirche stark gefördert. Daneben gibt es auch hermetisch und weisheitlich ausgerichtete Texte und solche, die überhaupt nichts mit Gnosis zu tun haben, wie etwa ein Fragment aus Platons Staat.
Die Titel sind entweder dem sogenannten Kolophon entnommen, in dem sie zum Teil aber schon sekundäre Nachträge darstellen, oder im Zuge der Übersetzung neu gesetzt worden. Die meisten Texte waren vor der Entdeckung der Nag-Hammadi-Schriften unbekannt, jedoch gibt es auch solche, die ganz oder teilweise an anderer Stelle gefunden wurden; dazu gehören etwa das Thomasevangelium und das Apokryphon des Johannes. Bei den frühen Kirchenlehrern finden sich Erwähnungen oder kurze Zitate in verurteilenden Streitschriften, die vom Titel oder Inhalt her Anspielungen auf Nag-Hammadi-Schriften sein könnten. Sie sind aber oft nicht genau genug oder bezeichnen, wie beim Ägypterevangelium, andere Texte.
Der Nag-Hammadi-Fund hat nicht nur Bedeutung für die koptische Dialektkunde und stellt eine Bereicherung für die Gnosisforschung dar. Die Schriften entfalten auf ganz unterschiedliche Weise Beschreibungen der himmlischen Welt sowie die damit verbundenen kosmogonischen, soteriologischen und eschatologischen Fragen. Hervorzuheben ist auch die enkratitische und ethische Ausrichtung vieler Texte. Einige Texte bieten einen einzigartigen Einblick in die gnostische Polemik gegen das Kirchenchristentum, andere, wie das Gebet des Paulus, das Hermetische Gebet und die Drei Stelen des Seth sowie zahlreiche hymnische Traditionen, geben einen Einblick in gelebte gnostische Frömmigkeit.
Die Schriften sind oft Aposteln zugeschrieben, damit gehören sie als pseudapostolische Schriften zu den neutestamentlichen Apokryphen.
Ein häufiges Motiv ist das der Sonderoffenbarung: Zwischen Auferstehung und Himmelfahrt erscheint Jesus einzelnen oder allen Jüngern und unterweist sie in esoterischen Lehren, die vor der übrigen Christenheit geheim bleiben sollen. Eine besondere Rolle kommt hierbei auch der Jüngerin Maria Magdalena zu. Ausgangspunkt der Sonderoffenbarung ist die Erscheinung des Auferstandenen (Mk 16,9–20; Mt 28,16–20; Lk 24,36–53 und Apg 1,1–14). Nach der Apostelgeschichte redet der auferstandene Christus vierzig Tage mit seinen Jüngern über das Reich Gottes. Diese Gespräche des Auferstandenen wollen einige Nag-Hammadi-Texte wiedergeben. Gesonderte Gespräche des Auferstandenen mit Maria Magdalena und zwei namentlich nicht genannten Jüngern sind im sekundären Markus-Schluss (Mk 16,9ff. ) erwähnt.

### Thomasevangelium
Besondere Bedeutung hat das Thomasevangelium, eine wohl aus dem 2. Jahrhundert stammende Sammlung von Jesussprüchen. Die 114 Aussprüche haben zum Teil Parallelen in den synoptischen Evangelien, andere wiederum könnten aus dem ersten Jahrhundert bzw. von Jesus selbst stammen. Daher hat das Thomasevangelium vor allem in der nordamerikanischen Forschung für die Frage nach dem historischen Jesus einen hohen Stellenwert.
In breiterer Öffentlichkeit ist das Thomasevangelium durch den Film Stigmata mit dem (frei übersetzten) Satz bekannt geworden:

„Jesus sprach: ‚Ich bin das Licht, das über allen ist. Ich bin das All; das All ist aus mir hervorgegangen, und das All ist zu mir gelangt. Hebt einen Stein auf, und ihr werdet mich finden, spaltet ein Holz, und ich bin da.‘“

## Liste der Nag-Hammadi-Texte
Die folgende Liste folgt in der Anordnung der heute gebräuchlichen Nummerierung der Kodizes und Schriften, ein Verweis auf NHC I,5 meint also die Schrift Der dreiteilige Traktat. Die Titel der Schriften und die Abkürzungen folgen der von Schenke  u. a. herausgegebenen Ausgabe Nag Hammadi Deutsch. Sofern abweichend, sind in Klammern Abkürzungen der deutschen Übersetzung von Lüdemann und Janßen angegeben. Mehrfach in den Kodizes überlieferte Schriften wie z. B. das Apokryphon des Johannes (II,1; III,1; IV,1) erscheinen nach dem ersten Auftreten kursiv.
| Titel                                                                   | Kodex, Nr. | Abkürzung             | Beschreibung |
| ----------------------------------------------------------------------- | ---------- | --------------------- | --- |
| Das Gebet des Apostels Paulus (Precatio Pauli)                          | I,1        | PrecPl (OrPls)        | Gnostisches Gebet |
| Das Apokryphon des Jakobus, auch: Epistula Jacobi („Brief des Jakobus“) | I,2        | EpJac (EpJk)          | Der Form nach eine Mischung aus Brief, Dialog und Visionsbericht. Gibt eine Geheimlehre (Apokryphon) wieder, die Jakobus und Petrus nach der Auferstehung Jesu empfangen haben sollen (nicht identisch mit dem Brief des Jakobus im Neuen Testament!). |
| Das Evangelium der Wahrheit (Evangelium Veritatis)                      | I,3        | EV (EvVer)            | Predigtartiger Text mit Anklängen an die valentinianische Gnosis |
| Der Rheginusbrief                                                       | I,4        | Rheg (EpRheg)         | Auch bekannt als Abhandlung über die Auferstehung |
| Der dreiteilige Traktat (Tractatus Tripartitus)                         | I,5        | TractTrip (TracTrip)  | Umfangreiche theologische Abhandlung, die der valentinianischen Gnosis zugerechnet wird. |
| Das Apokryphon des Johannes                                             | II,1       | AJ                    | Gnostisches Dialogevangelium, das der sethianischen Gnosis zugerechnet wird. In mehreren Fassungen vorhanden (neben II,1 auch noch III,1 und IV,1). |
| Das Thomasevangelium                                                    | II,2       | EvThom (EvTh)         | Apokryphes Spruchevangelium. Enthält unabhängige Parallelen zu den kanonischen Evangelien. Einzelne Sprüche gelten als echte Jesusworte. |
| Das Philippusevangelium                                                 | II,3       | EvPhil                | Gnostisches Spruchevangelium |
| Die Hypostase der Archonten                                             | II,4       | HA (HypArch)          | Aus zwei Teilen bestehende Schrift. Der erste Teil enthält eine Auslegung von Genesis 1-6, der zweite Teil einen Offenbarungsdialog, in dem Norea von dem Engel Eleleth belehrt wird. Die Schrift wird der sethianischen Gnosis zugerechnet. |
| Vom Ursprung der Welt                                                   | II,5       | UW (OT)               | Auch bekannt als „Schrift ohne Titel“. Gnostische Lehrschrift über die Entstehung der Welt, gewissermaßen ein gnostischer Gegenentwurf zur Erzählung der Genesis. |
| Die Exegese über die Seele (Exegesis de Anima)                          | II,6       | ExAn                  | Predigtähnlicher gnostischer Text über den Fall und die Rettung der Seele |
| Das Thomasbuch                                                          | II,7       | LibThom (LibTh)       | Auch als Buch des Athleten Thomas bekannt |
| Das Apokryphon des Johannes                                             | III,1      | AJ                    | siehe oben (II,1) |
| Das koptische Ägypterevangelium                                         | III,2      | ÄgEv (EvÄg)           | Eigentlicher Titel: „Das heilige Buch des großen unsichtbaren Geistes“. Untertitel: Das ägyptische Evangelium. |
| Der Eugnostosbrief                                                      | III,3      | Eug (Eu)              | Gnostischer Lehrbrief mit einer Polemik gegen die hellenistische Philosophie, der die gnostische Sicht der Seinswerdung des Göttlichen gegenübergestellt wird. |
| Die Sophia Jesu Christi (Sophia Jesu Christi)                           | III,4      | SJC                   | Christliche Überarbeitung des Eugnostosbriefes, umgestaltet zu einem Dialogevangelium. |
| Der Dialog des Erlösers                                                 | III,5      | Dial (DialSal)        | Dialog Jesu mit seinen Jüngern. Der Text ist stark zerstört. |
| Das Apokryphon des Johannes                                             | IV,1       | AJ                    | siehe oben (II,1) |
| Das Ägypterevangelium                                                   | IV,2       | ÄgEv (EvÄg)           | siehe oben (III,2) |
| Der Eugnostosbrief                                                      | V,1        | Eug (Eu)              | siehe oben (III,3) |
| Die Apokalypse des Paulus                                               | V,2        | ApcPl (ApokPls)       | Offenbarungsschrift über die Entrückung und Himmelsreise des Paulus |
| Die erste Apokalypse des Jakobus                                        | V,3        | 1ApcJac (1ApokJk)     | Offenbarungsdialog zwischen Jesus und Jakobus über die Erlösung vor dem Hintergrund des bevorstehenden Martyriums des Jakobus. – Eine abweichende Fassung des Textes ist im Codex Tchacos überliefert. |
| Die zweite Apokalypse des Jakobus                                       | V,4        | 2ApcJac (2ApokJk)     | Hymnische Rede des Jakobus vor seiner Hinrichtung. |
| Die Apokalypse des Adam                                                 | V,5        | ApcAd (ApokAd)        | Offenbarungen Adams an seinen Sohn Set, die von diesem dann weitergegeben wurden. Beschreibt den paradiesischen Urzustand, Fall, Sintflut und gibt endzeitliche Heilsversprechen bzw. Drohungen. |
| Die Taten des Petrus und der zwölf Apostel                              | VI,1       | ActPt                 | Mischung aus Apostelakten und Dialogevangelium. Beschreibt eine Reise des Petrus und der Apostel, die Begegnung mit einem Perlenverkäufer und schließlich mit Lithargoel, der sich als auferstandener Jesus Christus offenbart. |
| Bronte                                                                  | VI,2       | Bronte                | Hymnischer Text. Selbstoffenbarung eines Wesens, das sich in Gegensätzen beschreibt. Die Bedeutung des Titels Bronte („Donner“) ist unklar. |
| Die ursprüngliche Lehre (Authentikos Logos)                             | VI,3       | AuthLog               | Gnostische Lehrschrift mit einer metaphernreichen Beschreibung des Zustands der Seele in der Welt |
| Der Gedanke unserer großen Kraft                                        | VI,4       | Noema                 | Heterogene gnostische Schrift. Rahmen ist die Offenbarungsrede der titelgebenden „Weisheit“ oder „großen Kraft“. |
| Plato: Staat 588a–589b                                                  | VI,5       | Plato                 | Der Originaltext von Plato ist nicht gnostisch, die in den Nag-Hammadi-Texten enthaltene Version wurde jedoch stark im gnostischen Sinn modifiziert. |
| Über die Achtheit und die Neunheit (De Ogdeade et Enneade)              | VI,6       | OgdEnn (OgEn)         | Hermetische Einweihungschrift in Form eines rituellen Dialogs zwischen Hermes und seinem Schüler (Tat). |
| Hermetisches Gebet (Precatio Hermetica)                                 | VI,7a      | PrecHerm (OrHerm)     | Wird als Abschluss der vorhergehenden Schrift Über die Achtheit und die Neunheit betrachtet. Der Text ist im hermetischen Schrifttum mehrfach überliefert. |
| Schreibernotiz                                                          | VI,7b      | SchrNot               | Die Zuordnung zu der vorhergehenden Schrift Über die Achtheit und die Neunheit bzw. zu dem folgenden Asklepius-Fragment ist unklar. |
| Asklepius                                                               | VI,8       | Askl                  | Ausschnitt aus dem Mittelteil des hermetischen Asklepius, eines hermetischen Unterweisungsdialogs. Der Text weist starke Abweichungen auf gegenüber der vollständig erhaltenen lateinischen Fassung des Asklepius, steht aber den überlieferten griechischen Fragmenten näher.                                                                                   |
| Die Paraphrase des Seem                                                 | VII,1      | ParSem (ParaSeem)     | Seem teilt die Offenbarungen, die er von Derdekeas (einer Erlösergestalt) und auf seiner Himmelsreise erfahren hat, in bildreichen Umschreibungen mit. |
| Der zweite Logos des großen Seth                                        | VII,2      | 2LogSeth              | Christlich-gnostische Schrift, die doketistische Lehren vertritt und sich gegen jüdische und christliche-orthodoxe Standpunkte wendet. Ein Erster Logos des großen Seth ist nicht überliefert. |
| Die Apokalypse des Petrus                                               | VII,3      | ApcPt (ApokPetr)      | Gnostischer Offenbarungsdialog zwischen Jesus und Petrus mit einer (doketischen) Vision von der Kreuzigung Jesu. Die Schrift hat keine Beziehung zu der aus frühchristlicher Zeit bekannten apokryphen Apokalypse des Petrus. |
| Lehren des Silvanus                                                     | VII,4      | Silv (Sil)            | Synkretistische Weisheitslehren mit ägyptischen, jüdischen und christlichen Elementen in Form der Mahnrede eines Lehrers an seinen Schüler. Der im Titel genannte Silvanus wird gelegentlich mit Silas, dem Begleiter des Paulus, identifiziert. |
| Die drei Stelen des Seth                                                | VII,5      | 3StelSeth             | Der sethianischen Gnosis zuzurechnender liturgisch-ritueller Text, bestehend aus drei Hymnen an Autogenes, Barbelo und den Ungezeugten Vater. |
| Zostrianos                                                              | VIII,1     | Zostr                 | Dem Zarathustra (=Zostrianos) zugeschriebener pseudoepigrapher sethianischer Traktat in Form des Berichts über eine Himmelsreise des Zostrianos. Es wird vermutet, dass dieser Text jener Schrift entspricht, gegen die Plotin eine Widerlegung verfasst hat. |
| Der Brief des Petrus an Philippus                                       | VIII,2     | EpPt (EpPetr/Phil)    | Der Brief des Petrus an Philippus bildet den Rahmen. Es folgt ein Dialog zwischen den Jüngern und dem auferstandenen Jesus, eine Rede des Petrus, gefolgt vom Empfang des Geistes und der Aussendung der Jünger. Christlicher Text mit stark gnostischer Prägung. – Eine leicht verschiedene Fassung des Textes ist fragmentarisch im Codex Tchacos überliefert. |
| Melchisedek                                                             | IX,1       | Melch                 | Stark zerstörter Text (19 von etwa 745 Zeilen sind erhalten). Melchisedek ist hier ein himmlischer Priester der als Typos für Christus erscheint. Die Beziehung zu dem im Alten Testament erwähnten Melchisedek, König von Salem, ist unklar. |
| Norea                                                                   | IX,2       | OdNor (Norea)         | Sethianischer Hymnus. Norea bittet um Erlösung und wird erhört. |
| Das Zeugnis der Wahrheit (Testimonium Veritatis)                        | IX,3       | TestVer               | Gnostische Mahnrede mit polemischen Angriffen auf orthodoxe Christen und Angehörige anderer gnostischer Richtungen. Besondere Betonung wird auf die Bedeutung der sexuellen Askese gelegt. |
| Marsanes                                                                | X,1        | Mar (Mars)            | Stark zerstörter Text. Gnostische Offenbarungsschrift teils magischen Inhalts (Buchstaben- und Zahlenspekulationen). Der Titel wird mit einem von Epiphanius erwähnten gnostischen Propheten „Marsianos“ in Verbindung gebracht. |
| Die Interpretation der Gnosis                                           | XI,1       | Inter                 | Nur teilweise erhaltener und darüber hinaus stark zerstörter Text. Gnostisch-christliche Lehrrede über die gefallene Ekklesia (Kirche), ihren Zustand und die Wiederherstellung ihrer himmlischen Vollkommenheit. |
| Valentinianische Exposition (Expositio Valentiniana)                    | XI,2       | ExpVal (ExVal)        | Abhandlung mit einer Darstellung des valentinianischen Systems (Kosmologie, Anthropologie, Soteriologie und Eschatologie). |
| Allogenes                                                               | XI,3       | Allog                 | Sethianische Offenbarungsschrift mit einem Bericht über den Aufstieg des Allogenes in himmlische Sphären |
| Hypsiphrone                                                             | XI,4       | Hyps                  | Kurze, nur in Fragmenten erhaltene Offenbarungsschrift. Sie behandelt den Abstieg der Erlösergestalt Hypsiphrone („Hochgesinnte“, zugleich die Sprecherin) in die Welt. |
| Die Sentenzen des Sextus                                                | XII,1      | Sextus (SentSex)      | Koptische Übersetzung der auch anderweitig überlieferten Sextussentenzen, einer christlichen Spruchsammlung mit ursprünglich 451 Sprüchen (Sentenzen), von denen in der Nag-Hammadi-Version 127 erhalten sind. |
| Das Evangelium der Wahrheit (Evangelium Veritatis)                      | XII,2      | EV (EvVer)            | nur teilweise erhalten, siehe oben (I,3) |
| (Weisheits-)Fragmente                                                   | XII,3      | FragSap               | Fragmentarischer, sehr schlecht erhaltener Text. Über den Inhalt kann nur wenig gesagt werden. |
| Die dreigestaltige Protennoia                                           | XIII,1     | Protennoia (TrimProt) | Sethianische Schrift. Die Offenbarung der Gottheit in dreierlei Form, nämlich als Protennoia („Ruf“), Heimarmene („Stimme“) und Logos („Wort“). |
| Vom Ursprung der Welt                                                   | XIII,2     | UW (OT)               | siehe oben (II,5) |

## Ausgaben

### Ausgaben auf Englisch
Die Originaltexte zusammen mit Übersetzungen ins Englische und Apparat wurden im Rahmen der Schriftenreihe Nag Hammadi Studies (NHS) ediert. Die folgende Tabelle zeigt Kodex und Schriftennummer mit dem entsprechenden NHS-Band:
| Kodex, Nr.    | Titel |
| ------------- | --- |
| I             | H. Attridge (Hrsg.): Nag Hammadi Codex I (The Jung Codex). - Vol. I. Introductions, Texts, Translations, Indices. NHS XXII. Brill, Leiden u. a. 1985. - Vol. II. Notes. NHS XXIII. Brill, Leiden u. a. 1985. |
| II,2–7 XIII,2 | Bentley Layton (Hrsg.): Nag Hammadi Codex II, 2–7: Together with XIII,2*, BRIT. LIB. OR.4926(1), and P. OXY. 1, 654, 655. - Vol. I. Gospel according to Thomas, Gospel according to Philip, Hypostasis of the Archons, and Indexes. NHS XX. (The Coptic Gnostic Library, ed. J.M.Robinson). Brill, Leiden u. a. 1989. - Vol. II. On the Origin of the World, Expository Treatise on the Soul, Book of Thomas the Contender. NHS XXI. Brill, Leiden u. a. 1989. |
| III,3–4 V,1   | Douglas M. Parrott (Hrsg.): Nag Hammadi Codices III,3–4 and V,1: Papyrus Berolinensis 8502,3 and Oxyrhynchus Papyrus 1081: Eugnostos and the Sophia of Jesus Christ. NHS XXVII. Brill, Leiden u. a. 1991. |
| III,5         | S. Emmel (Hrsg.): Nag Hammadi Codex III,5: The Dialogue of the Savior. NHS XXVI. Brill, Leiden u. a. 1984. |
| V,2–5 VI      | D. M. Parrott (Hrsg.): Nag Hammadi Codices V,2–5 and VI with Papyrus Berolinensis 8502, 1 and 4. NHS XI. Brill, Leiden u. a. 1979. |
| VIII          | J. H. Sieber (Hrsg.): Nag Hammadi Codices VIII. NHS XXXI. Brill, Leiden u. a. 1991. |
| IX X          | B. A. Pearson (Hrsg.): Nag Hammadi Codices IX and X. NHS XV. Brill, Leiden u. a. 1981. |
| XI XII XIII   | C. W. Hedrick (Hrsg.): Nag Hammadi Codices XI, XII, XIII. NHS XXVIII. Brill, Leiden u. a. 1990. |

Englische Übersetzung der Nag-Hammadi-Texte:
James M. Robinson: The Nag Hammadi Library in English. Harper San Francisco / New York 1978, 1990, ISBN 0-06-066934-9.

### Ausgaben auf Deutsch
Die zum Teil stark beschädigten Texte wurden nach ihrer Rekonstruktion zunächst als Einzelschriften veröffentlicht. Sie wurden in zwei konkurrierenden Projekten von Martin Krause und Pahor Lahib sowie von Johannes Leipoldt und Hans-Martin Schenke herausgegeben. Erst seit 1977 sind sie durch eine englische Gesamtübersetzung einer breiteren Öffentlichkeit bekannt geworden.
Eine vollständige deutsche Übersetzung ist das Werk Nag Hammadi Deutsch des Berliner Arbeitskreises für Koptisch-Gnostische Schriften, eines langfristigen Forschungsprojektes, ursprünglich unter Leitung von Hans-Martin Schenke:
Hans-Martin Schenke u. a. (Hrsg.): Nag Hammadi deutsch. Eingeleitet und übersetzt von Mitgliedern des Berliner Arbeitskreises für Koptisch-Gnostische Schriften. de Gruyter, Berlin / New York 2001/2003.
- Band 1: NHC I,1 – V,1. (= Die griechischen christlichen Schriftsteller der ersten Jahrhunderte. N.F. 8. Koptisch-gnostische Schriften. Band 2). Berlin 2001, ISBN 3-11-017234-8.
- Band 2: NHC V,2 – XIII,1, BG 1 und 4. (= Die griechischen christlichen Schriftsteller der ersten Jahrhunderte. N.F. 12. Koptisch-gnostische Schriften. Band 3). Berlin 2003, ISBN 3-11-017656-4.
- Einbändige Studienausgabe: 3., überarb. u. erw. Auflage. Berlin / Boston 2013, ISBN 978-3-11-031234-8.

Die erste Übersetzung des gesamten Textbestands mit Einleitungen von Gerd Lüdemann und Martina Janßen ist 1997 unter dem Titel Bibel der Häretiker erschienen:
Gerd Lüdemann, Martina Janßen (Übers.): Die Bibel der Häretiker. Die gnostischen Schriften aus Nag Hammadi – Erste deutsche Gesamtübersetzung. Stuttgart 1997, ISBN 3-87173-128-5. Online verfügbar, siehe Abschnitt Weblinks.
Ein Teil der Texte erschien übersetzt in:
Martin Krause, Kurt Rudolph: Die Gnosis. Band 2. Koptische und mandäische Quellen. Artemis Verlag, Zürich/Stuttgart 1971, Artemis & Winkler, Düsseldorf/Zürich 1997, ISBN 3-7608-1150-7.
Für den populären Gebrauch sind diejenigen Nag-Hammadi-Texte, deren Textbestand weitgehend erhalten ist, neu formuliert und kommentiert von Konrad Dietzfelbinger in vier Einzelbänden entsprechend Dietzfelbingers Klassifikation der Texte in der Edition Argo erschienen:
Konrad Dietzfelbinger:
- Apokryphe Evangelien. Königsdorfer, Königsdorf 2004, ISBN 3-9807847-3-8.
- Schöpfungsberichte. Dingfelder, Andechs 1989, ISBN 3-938156-00-7.
- Erlöser und Erlösung. Königsdorfer, Königsdorf 2005, ISBN 3-9807847-4-6.
- Erleuchtung. Dingfelder, Andechs 1994, ISBN 3-938156-02-3.